# Челенца Валфорторе
Челенца Валфорторе (итал. Celenza Valfortore) је насеље у Италији у округу Фођа, региону Апулија.
Према процени из 2011. у насељу је живело 1691 становника. Насеље се налази на надморској висини од 463 м.

## Становништво
Према резултатима пописа становништва 2011. у општини је живело 1.724 становника.
| 1951. | 1961. | 1971. | 1981. | 1991. | 2001. | 2011. |
| ----- | ----- | ----- | ----- | ----- | ----- | ----- |
| 3.300 | 3.234 | 2.825 | 2.537 | 2.299 | 1.990 | 1.724 |

## Партнерски градови
- Fiorano